# Középső Frank Királyság
A Középső Frank Királyság a Frank Birodalom azon részét jelentette, amelyet I. Lothár frank császár örökölt a Keleti Frank Királyság és Nyugati Frank Királyság között. A királyságot, amely magában foglalta Itáliát, Burgundiát, Provence-ot és Austrasia nyugati felét, a verduni szerződésben hozták létre 843-ban. Létrehozásában nem játszottak szerepet sem történelmi sem etnikai viszonyok. Egyetlen uralkodója, I. Lothár halála után részekre bomlott.